# Guiberson A-1020

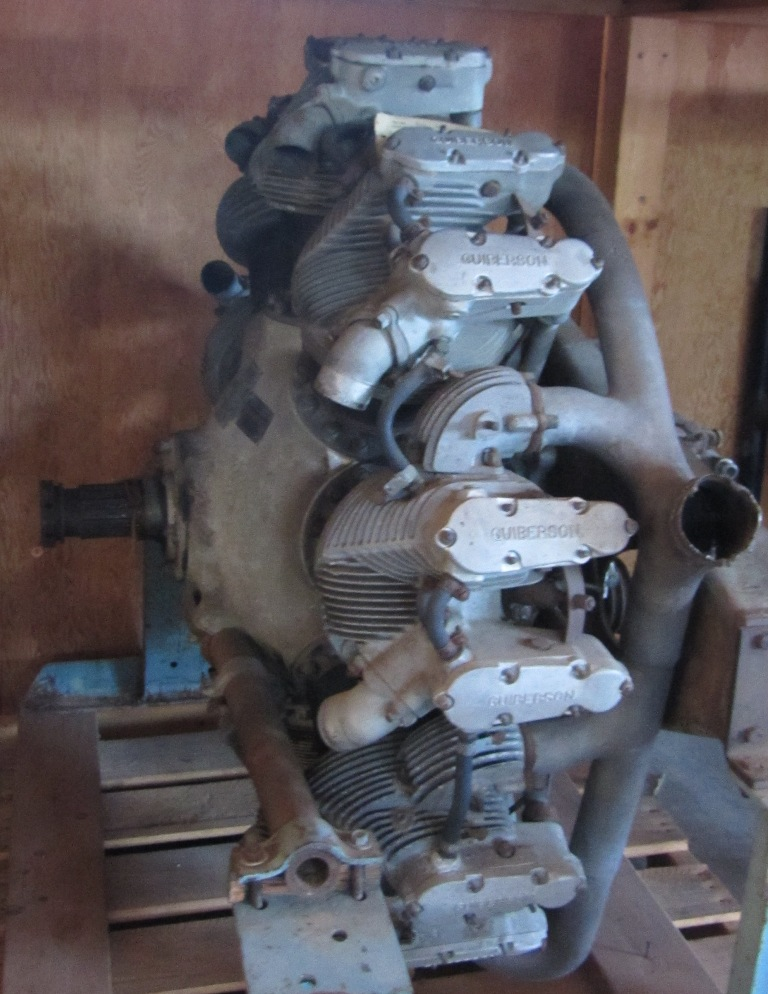
Ein Guiberson A-1020

Der Guiberson A-1020 war ein US-amerikanischer luftgekühlter Diesel-Flugmotor. Es handelte sich dabei um einen Neunzylinder-Sternmotor, der nach dem Viertakt-Dieselprinzip arbeitete. Obwohl er als Flugmotor entwickelt wurde, kam er auch als Panzermotor zum Einsatz.

## Geschichte
Seit den 1930er Jahren wurde bei der Guiberson Diesel Engine Company in Dallas an der Entwicklung von luftgekühlten Diesel-Sternmotoren gearbeitet. Unter der Leitung des jungen österreichischen Ingenieur Fred Thahald entstanden die kleineren, aber ebenfalls neunzylindrigen Vorgängermodelle A-980 und A-918. Diese verfügten nur über ein einziges Ventil pro Zylinder und die Abgasausspülung erfolgte durch Lufthutzen über den Staudruck des Propellerwindes. Aus der Weiterentwicklung dieser Motoren entstand der etwas größere A-1020, der konventionelle Zylinderköpfe mit je zwei Ventilen erhielt. Der Motor erhielt seine Musterzulassung im April 1940 und wurde von der Buda Engine Co. in Harvey, Illinois, gefertigt. Da jedoch, kriegsbedingt, zu dieser Zeit eher Bedarf an Panzer- und Bootsmotoren in dieser Leistungsklasse bestand, wurde aus dem A-1020 der T-1020 (T für Tank) entwickelt und an den Einsatz in Landfahrzeugen angepasst, z. B. durch ein Kühlgebläse.

## Aufbau
Der Guiberson war ein einreihiger Neunzylinder-Sternmotor. Der Kurbeltrieb bestand aus einer Haupt-/Nebenpleuelanlenkung. Die verrippten Zylinderbuchsen wurden aus Schmiedestahl gefertigt, Kolben und Zylinderköpfe waren aus Aluminiumlegierung. Die Laufbuchsen wurden in die Zylinderköpfe geschraubt und geschrumpft. Abweichend vom üblichen Aufbau von einreihigen Sternmotoren waren die Nockentrommel und die Stoßstangen des Ventiltriebes auf der Rückseite des Motors angebracht. Die Nockentrommel hatte auf den zwei Bahnen für die Einlass- und Auslassventile je vier Nockenerhebungen und lief mit einem Achtel der Kurbelwellendrehzahl gegenläufig zu dieser.
An der Nockentrommel war eine weitere Steuerbahn mit ebenfalls vier Erhebungen angeschraubt, die die konzentrisch am hinteren Kurbelgehäuse angebrachten neun einzelnen Plungerpumpen der Kraftstoffeinspritzung betätigte. Die Einzelpumpenelement wurden über Bohrungen im Gehäuse mit Dieselöl versorgt. Zwischen der Nockenbahn des Einspritz-Ringes und der Stoßstange zum Pumpkolben waren Schwinghebel angeordnet, die an einem Ende eine Laufrolle für die Nockenbahn hatten und an ihrem anderen Ende an einem um das Gehäuse drehbaren Regelring gelagert waren. Durch Verdrehen dieses Ringes beim Betätigen des Gashebels wurden die Schwinghebel und damit die keilförmig geneigten Steuerflächen der Schwinghebel, welche den Nockenhub auf die Pumpen-Stoßstange übertrugen, am Umfang der Einspritznockenbahn verschoben. Dadurch wurde je nach Position des Schiebekeiles sowohl die Einspritzmenge (über den variablen Pumpenhub) als auch der Einspritzzeitpunkt für alle neun Pumpenelemente eingestellt.
Von den radial angeordneten Einspritzpumpen führten exakt gleich lange Stahlleitungen zu den Einspritzdüsen, die im rückwärtigen Bereich der Zylinderköpfe eingeschraubt waren. Diese waren Dreiloch-Düsen in geschlossener Bauart, die einen fächerförmigen Einspritzstrahl erzeugten. Der Motor hatte keine
Vorkammern, sondern arbeitete nach dem Prinzip der Direkteinspritzung.
Der Motor hatte weder ein Luftschraubengetriebe noch eine Aufladung, er wurde als reiner Saugmotor betrieben. Durch das niedrigere Drehzahlniveau des Dieselprinzips war ersteres nicht erforderlich; durch den hohen Luftüberschuss des Dieselprinzips war der Leistungsverlust bei zunehmender Flughöhe in einem Rahmen, der noch keine Aufladung erforderlich machte (bei Testflügen wurde eine Flughöhe von 18.300 Fuß = ca. 5.600 m erreicht).

## Technische Daten
- Zylinder: 9
- Gaswechsel: 2 Ventile, OHV-Ventilsteuerung
- Zylinderbohrung: 130,18 mm (5⅛″)
- Hub: 139,70 mm (5½″)
- Hubraum: 1021 Kubikzoll, entspricht ca. 16,7 l
- Dauerleistung: 325 PS bei 2150/min
- Verdichtungsverhältnis: 15:1

## Verwendung
- A-1020: Stinson Reliant
- T-1020: M3 Stuart

## Vergleichbare Motoren
- Bristol Phoenix
- BMW 114
- Clerget 9A und 14F-01
- Československá zbrojovka ZOD 260-B
- Packard DR-980